# توماس ورهیدت
توماس ورهیدت (به انگلیسی: Thomas Verheydt؛ زادهٔ ۲۴ ژانویه ۱۹۹۲) بازیکن فوتبال اهل هلند است که برای باشگاه ادو دن هاخ در لیگ دسته اول هلند بازی می‌کند.
در باشگاه هایی که در آنها بازی کرده می توان به فاینورد و ادو دن هاخ اشاره کرد.